# Žihle
Žihle (en allemand : Scheles) est une commune du district de Plzeň-Nord, dans la région de Plzeň, en République tchèque. Sa population s'élevait à 1 290 habitants en 2022.

## Géographie
Žihle se trouve à 13 km au nord de Plasy, à 35 km au nord de Plzeň et à 77 km à l'ouest de Prague.
La commune est limitée par Tis u Blatna au nord, par Blatno au nord-est, par Pastuchovice, Jesenice et Bílov à l'est, par Potvorov et Mladotice au sud, et par Manětín et Chyše à l'ouest.

## Histoire
La première mention écrite de la localité date de 1238.

## Administration
La commune se compose de six sections :
- Hluboká
- Kalec
- Nový Dvůr
- Odlezly
- Přehořov
- Žihle

## Galerie

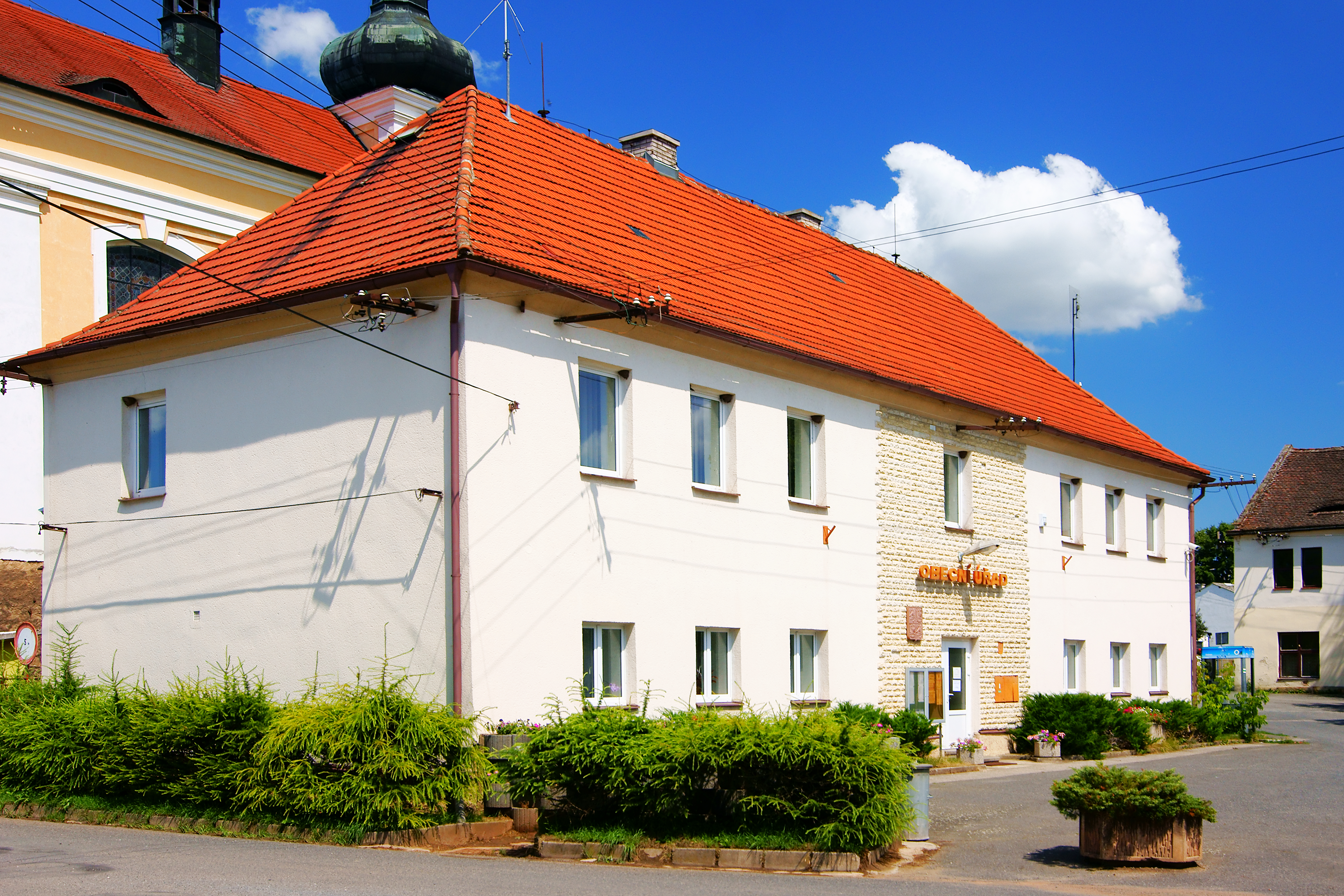
Žihle : la mairie.
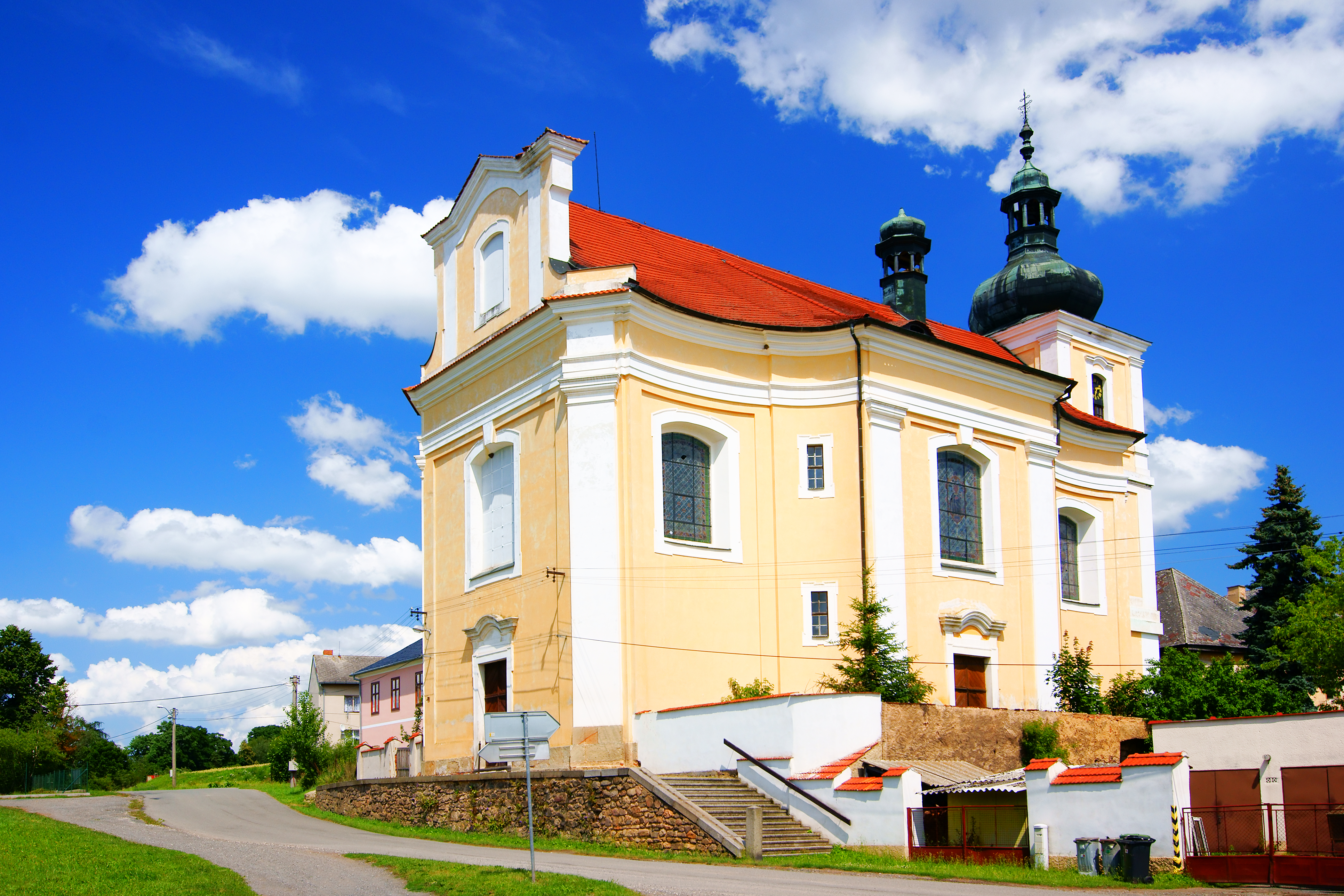
Žihle : église Saint-Venceslas.

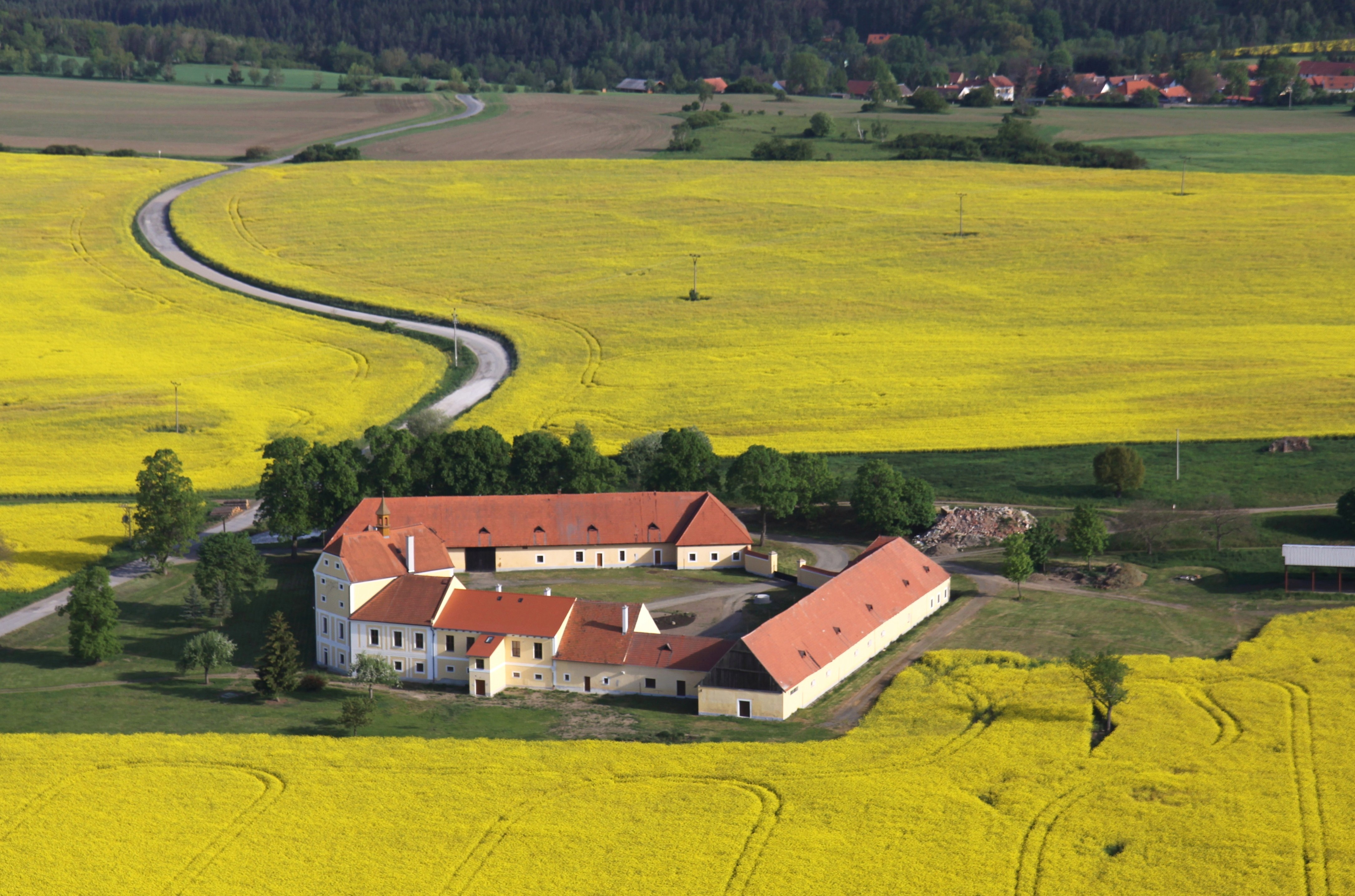
Exploitation agricole à Kalec.
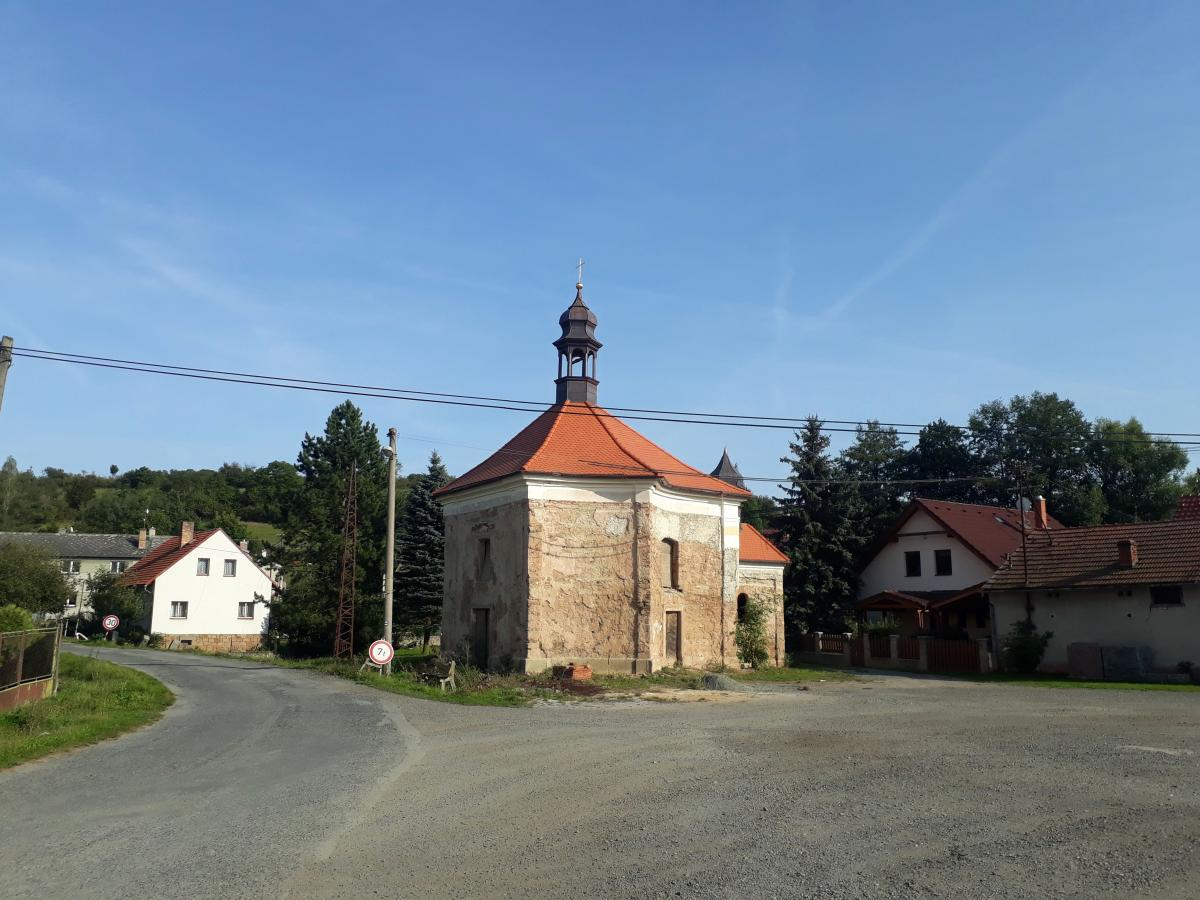
Chapelle de la Sainte Trinité à Přehořov.

## Transports
Par la route, Žihle se trouve à 13 km de Jesenice (district de Rakovník), à 43 km de Plzeň et à 94 km de Prague.